# Orbita areocentrica
In astronomia e astronautica si dice orbita areocentrica una qualsiasi orbita attorno al pianeta Marte.
I satelliti naturali di Marte sono, naturalmente, in orbita areocentrica; analogamente, numerose sonde spaziali di fabbricazione umana, nel corso degli anni, si sono immesse in orbita attorno al pianeta, mediante opportune correzioni orbitali a partire dall'orbita eliocentrica originaria.
La prima sonda spaziale ad orbitare intorno ad un altro pianeta fu la statunitense Mariner 9 che entrò in orbita areocentrica il 13 novembre 1971. Dopo poco più di un mese fu seguita in orbita da due sonde sovietiche, Mars 2 il 27 novembre 1971 e Mars 3 il 2 dicembre 1971.

## Orbite notevoli
Alcuni tipi particolari di orbita areocentrica sono l'orbita areosincrona e l'orbita areostazionaria.